# Nuoto ai XVI Giochi del Mediterraneo - Staffetta 4x200 metri stile libero femminile

## Record
Prima di questa competizione, il record del mondo (WR) e il record dei Giochi del Mediterraneo (GR) erano i seguenti:
|    | 7'44"31 | Australia Stephanie Rice Bronte Barratt Kylie Palmer Linda Mackenzie  | 14 agosto 2008 Pechino, Cina   |
| GR | 8'06"37 | Francia Céline Couderc Angela Tavernier Elsa N'Guessan Solenne Figuès | 27 giugno 2005 Almería, Spagna |

Durante l'evento la squadra italiana ha migliorato il record dei Giochi in finale:
| Data      | Evento | Atleta                                                       | Nazione | Tempo   | Record |
| --------- | ------ | ------------------------------------------------------------ | ------- | ------- | ------ |
| 30 giugno | Finale | Flavia Zoccari Erica Buratto Alice Carpanese Alessia Filippi | Italia  | 7'56"69 | GR     |

## Batterie
Martedì 30 giugno 2009, alle ore 11:25 CEST, si è svolta una batteria di qualificazione, vinta dalla squadra italiana con il tempo di 8'14"52.
| Posizione | Corsia | Atleti                                                                        | Paese    | Tempo   | Note |
| --------- | ------ | ----------------------------------------------------------------------------- | -------- | ------- | ---- |
| 1         | 3      | Silvia Florio Caterina Giacchetti Laura Borghetti Erica Buratto               | Italia   | 8'14"52 | Q    |
| 2         | 2      | Laura Fernandez Mireia Belmonte Garcia Maria Fuster Martinez Erika Villaécija | Spagna   | 8'15"66 | Q    |
| 3         | 4      | Sophie Huber Margaux Fabre Lara Grangeon Ophélie-Cyrielle Étienne             | Francia  | 8'29"92 | Q    |
| 4         | 6      | Nina Drolc Lea Kos Tanja Smid Kaja Kolsek                                     | Slovenia | 8'54"13 | Q    |
| 5         | 5      | Stella Boumi Vasiliki Tsampasian Eleni Kosti Theodora Drakou                  | Grecia   | 9'15"69 | Q    |

## Finale
La finale, che si svolge martedì 30 giugno alle ore 19:03, viene vinta dalla squadra italiana che stabilisce il nuovo record dei Giochi con il tempo di 7'56"69.
| Posizione | Corsia | Atleti                                                                          | Paese    | Tempo   | Note |
| --------- | ------ | ------------------------------------------------------------------------------- | -------- | ------- | ---- |
|           | 4      | Flavia Zoccari Erica Buratto Alice Carpanese Alessia Filippi                    | Italia   | 7'56"69 | GR   |
|           | 3      | Lara Grangeon Margaux Fabre Ophélie-Cyrielle Étienne Sophie Huber               | Francia  | 8'05"78 |      |
|           | 5      | Patricia Castro Ortega Arantxa Ramos Plasencia Laura Fernandez Erika Villaécija | Spagna   | 8'06"21 |      |
| 4         | 6      | Anja Klinar Nina Sovinek Nika Karlina Petric Nina Cesar                         | Slovenia | 8'11"05 |      |
| 5         | 2      | Eleni Kosti Theodora Drakou Eleftheria-Evgenia Efstathiou Vasiliki Tsampasian   | Grecia   | 8'28"71 |      |